# مرینداد د بالدپرس
مرینداد د بالدپرس (به اسپانیایی: Merindad de Valdeporres) یک شهرستان در اسپانیا است.